# Lenskaja (przystanek kolejowy)
Lenskaja (ros. Ленская) – przystanek kolejowy w miejscowości Pawłowskij Posad, w rejonie pawłowskoposadzkim, w obwodzie moskiewskim, w Rosji. Położony jest na linii Pawłowskij Posad – Elektrogorsk.